# Jacqueline Audry
Jacqueline Audry (Orange, 1908. szeptember 25. – Poissy, Yvelines, 1977. június 22.) francia filmrendező.

## Életpályája
A náci megszállás alatt a női rendezőknek kevés lehetősége volt. 1933-tól dolgozott a filmiparban, kezdetben mint produkciós titkárnő, majd mint több ismert rendező – Georg Wilhelm Pabst, Jean Delannoy, Max Ophüls és mások – munkatársa volt. Első önálló dokumentumfilmjét 1943-ban készítette el. 1945-ben áttért a játékfilmre.
A nők problémái foglalkoztatták. Nem riadt vissza a merészebb témák feldolgozásától sem. Legnagyonn sikerét két Colette-regény megfilmesítésével aratta (Gigi (1949), Mitsou (1956)).
Audry 1977 június 22-én Poissy-ben életét vesztette autóbalesetben.

## Filmjei
- Párizs – New-York (1940)
- Szerelmes asszonyok (1940)
- A vercors-i lovak (1943)
- Sophie boldogtalanságai (1945)
- Komor vasárnap (1948)
- Gigi (1949)
- Olivia (1951)
- Zárt ajtók (1954)
- Mitsou (1956)
- Keserű gyümölcsök (1967)